# جغرافيا هولندا
وقد تم استصلاح جغرافية الجزء الأوروبي من هولندا أمر غير معتاد في أن الكثير من أراضيها من البحر وتحت مستوى سطح البحر، والتي تحميها السدود. ومن العوامل الأخرى التي أثرت هو أن هذا البلد هو من بين الأكثر كثافة سكانية على وجه الأرض. تأتي في المرتبة 15 العام على هذا النطاق، ولكن وراء الدول الثلاث الوحيدة التي يبلغ عدد سكانها أكثر من 10 ملايين نسمة. بالضرورة، هولندا تحضرا للغاية.

## المساحة

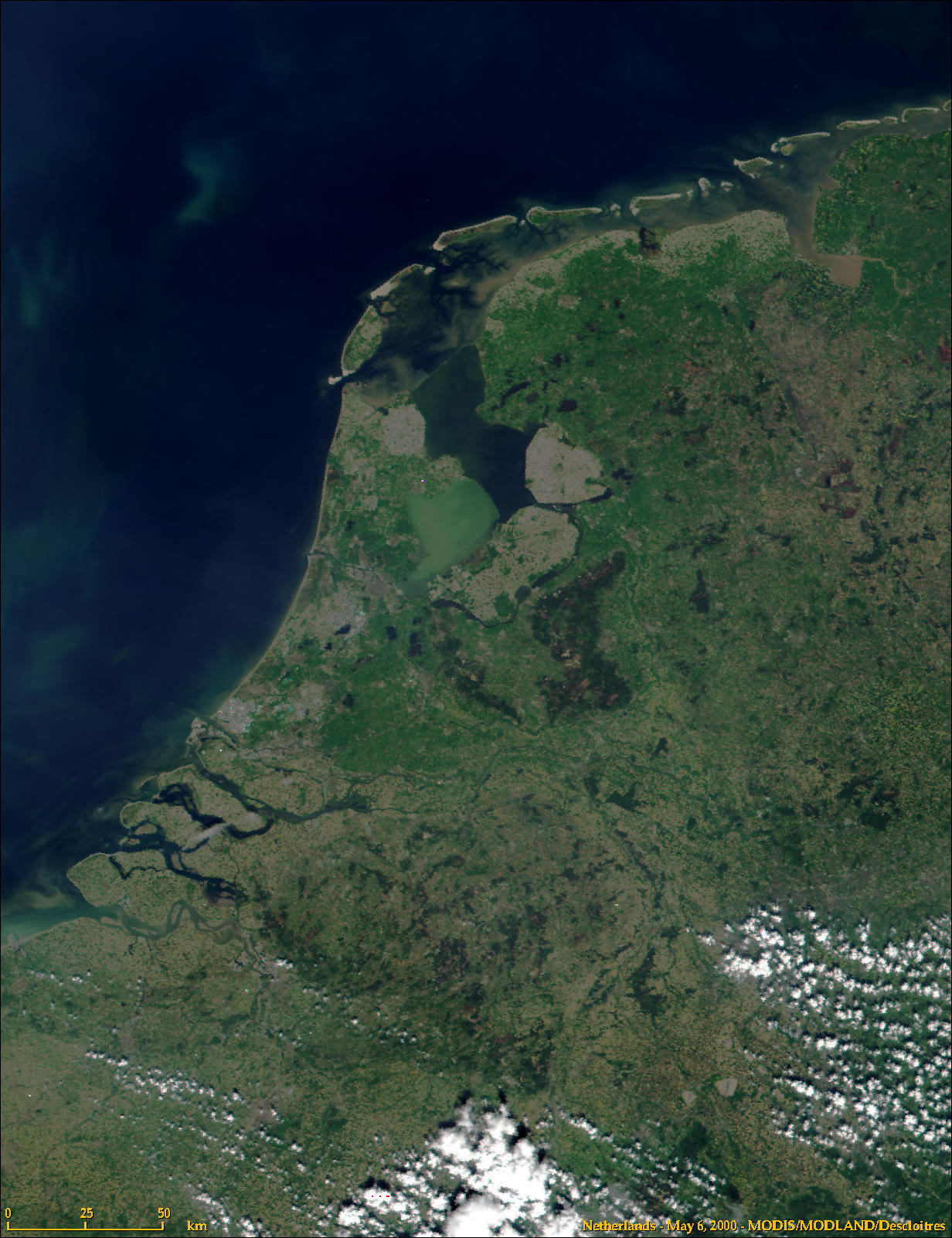
لقطة بالأقمار الصناعية لهولندا.

تبلغ مساحة هولندا (40,844 كم)، وتنقسم إلى 12 مقاطعة. وتشغل مساحة أرضها الجزء الغربي من السهل الأوروبي الشمالي حيث دلتوات أنهار الراين والميز والآيسل والفال. وتتكون تضاريسها من سهول منبسطة، لا توجد فيها جبال أو تلال أو هضاب، وقد استقطع الهولنديون جزءاً من الأراضي الساحلية على حساب البحر، وذلك بإقامة السدود والحواجز وردم مياه البحر، وتحويلها إلى أراضٍ زراعية، وتم الحصول على مناطق تشكل مقاطعة كاملة كمقاطعة فليفولاند. وتغطي المياه حوالي خمس مساحة هولندا وذلك في شكل بحيرات وقنوات ومستنقعات، بينما يقع حوالي نصف أراضيها تحت مستوي سطح البحر، وهي الأراضي المحمية بالسدود لدرء الفيضانات عنها، وقد أُنجِزت في هذا الشأن عدة مشاريع لتجفيف المستنقعات والبحيرات والمساحات المكتسبة من البحر وإضافتها إلى البر الهولندي.

## الأقاليم
هناك أربعة أقاليم رئيسية في هولندا مرتبة من البحر إلى الداخل وهي: 1- الكثبان 2- الأراضي المُجَفَّفة ـ البولدرات 3- السهول الرملية 4- المرتفعات الجنوبية.

## التضاريس
تنقسم المعالم التضاريسية في هولندا إلى أربعة أقاليم رئيسية وهي (مرتبة من البحر إلى الداخل):-
- الكثبان.
- الأراضي المُجَفَّفة ـ السدود.
- السهول الرملية.
- الأراضي الجنوبية المرتفعة.

## الكثبان
ترتفع الكثبان الرملية من 5,4 إلى 7,5 أمتار فوق مستوى سطح البحر. ويمتد هذا الإقليم منحنياً مع الخط السائر بطول ساحل هولندا على بحر الشمال. وفي الشمال يحتوي الخط على جزر الفريزيان الغربية. ولا ينكسر الخط في المنتصف ولكنه يتقطع في الجنوب بفعل المصبات النهرية الواسعة. ولا تصلح منطقة الكثبان الرملية للزراعة وإن كانت تنمو فيها أشجار قليلة.

## الأراضي المجففة

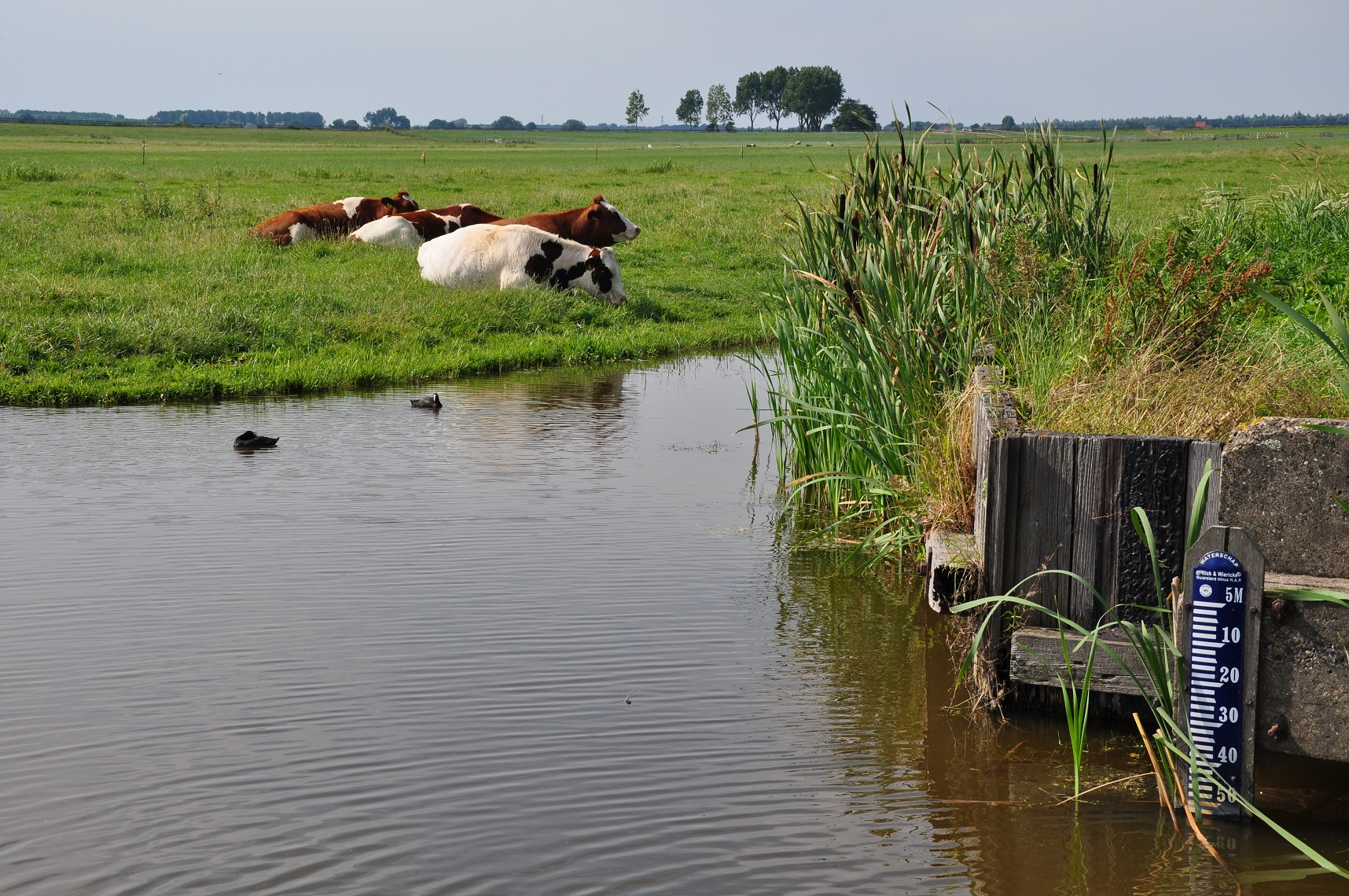
أرض مستصلحة من البحر بانخفاض 5.53 متر تحت مستوى سطح البحر.

تقع أغلبية الأراضي المجففة تحت مستوى سطح البحر وتحميها من البحر كثبان رملية أو سدود. وفي منطقة الأمير ألكسندر، وهي أكثر المناطق انخفاضًا في هولندا، تنخفض الأرض لحوالي ستة أمتار تحت مستوى سطح البحر. وتشكل مساحة المناطق المجففة أكثر من خُمْسَي المساحة الكلية للبلاد، وتحتوي على تربة طينية خصبة كانت ذات يوم مغمورة بمياه البحر أو المستنقعات أو البحيرات، ولذلك تنتشر فيها المزارع الأكثر إنتاجية والمدن الأكثر كثافة سكانية.

## السهول الرملية
وتقع على ارتفاع يقل عن 30 متر فوق مستوى سطح البحر في معظم الأماكن ويزيد في الجنوب الغربي، تتخللها سلسلة تلال رملية منخفضة مما يجعل سطحها مموجًا. والتربة فيها غير خصبة بطبيعتها لكن إضافة الأسمدت يجعل الزراعة فيها ممكنة. وتغطي معظم هذه المنطقة أشجار الصنوبر. وهناك سهلاً عريضًا من التربة الطينية يميز مجرى نهر الماس وبعض روافد نهر الراين. وتشكل هذه الأنهار ممرات مائيةً مهمة لارتباطها مع بعضها البعض بقنوات على نحو يجعل منها شبكة للنقل النهري والمواصلات.

## الأراضي الجنوبية المرتفعة
وهي تشكل أعلى المناطق. ويعتبر تل فالسيربيرخ البالغ ارتفاعه 322.7م ويقع بإقليم ليمبورخ وقريب من ماسترخت هو أعلى نقطة في هولندا.

## الدلتا
يتكون معظم الجزء الجنوبي الغربي من هولندا من جزر وأشباه جزر تنتشر قبالة ساحل بحر الشمال وعلى طوله. وهذه المساحة من المستنقعات عبارة عن دلتا تَشكَّلت من نهري الماس والشيلدت وفروع من نهر الراين. وفي عام 1953م قامت عاصفة بتحطيم الحوائط في هذه المنطقة، ونتج عن ذلك إغراق أكثر من 151,800 هكتار من الأرض، كما غرق أكثر من 1800 شخص. وفي عام 1958م بدأ العمل في مشروع الدلتا لمنع حدوث مثل تلك الكارثة. وقد اكتمل العمل في المشروع عام 1986م وهو يشمل سلسلة من السدود الضخمة التي تربط الجزر وتمنع البحر من إغراق المنطقة. كما أن هناك بوابات ضخمة تسمح للمياه المالحة والمد الطبيعي من الدخول إلى المنطقة المحمية. وهذا يحافظ على البيئة الطبيعية واقتصاديات صيد الأسماك في الدلتا. وأثناء العواصف يمكن غلق هذه البوابات.

## المناخ
المناخ في هولندا معتدل ورطب، ويعود السبب الرئيسي لذلك إلى وقوع البلاد تحت مستوى البحر. وفي الشتاء لا يكون البحر باردًا مثل الأرض. وفي الصيف لا يكون الطقس شديد الحرارة. ونتيجة لذلك تعمل الرياح الغربية التي تهب من البحر على تدفئة البلاد في الشتاء، وعلى تبريدها في الصيف. وبالإضافة إلى ذلك تعمل الرياح الآتية من البحر، والتي تحمل الرطوبة، على جعل السماء فوق البلاد ملبدة كثيرًا بالغيوم. وهذه الغيوم تحمي الأرض من حرارة الشمس. وتتراوح درجات الحرارة بين 16 إلى 18°م في الصيف. أما في الشتاء فترتفع قليلاً عن أقل من -1°م.
ولا توجد في البلاد جبال تصد الريح، ولذا فليس هناك اختلافات كبيرة في الطقس بين منطقة وأخرى. والطرف الجنوبي الشرقي، وهو أكثر أجزاء هولندا ارتفاعًا، هو أيضًا أكثرها مطرًا، وتتلقى سنويًا في المتوسط أكثر من 860 ملم من التساقط؛ أي أمطار وثلوج ذائبة وأشكال أخرى من الرطوبة. كما تسقط على إقليم جزر زيلاند، وكذلك بطول الحدود الهولندية الألمانية في الوسط، أمطار يبلغ متوسطها 690 ملم. والصيف هو أكثر المواسم مطرًا، ولكن المياه الساقطة تتوزع بصورة مناسبة على مدار العام. وقد تسقط الأمطار لمدة وجيزة كل 30 دقيقة في بعض المناطق.
وعواصف بحر الشمال أكثر شدة على المناطق الساحلية من هولندا. وقد دمرت هذه العواصف بعض السدود، وتسببت في فيضانات، نتجت عنها أحيانًا خسائر كبيرة في الأرواح. وتستقبل المناطق الشمالية والغربية معظم الضباب من البحر. ويزداد الضباب في الشتاء.